# Верхний Кузьминский пруд
Верхний Кузьминский пруд — искусственный пруд на юго-востоке Москвы, самый большой среди прудов района Кузьминки. Находится в юго-восточной части Кузьминского парка вблизи устья реки Чурилихи. Один из крупнейших прудов Москвы. Создан в середине XVIII века А. Г. Строгановым на территории усадьбы Кузьминки. Начинает систему Кузьминских прудов, является вторым по величине прудом системы, после Люблинского.

## История создания
Усадьба Кузьминки принадлежала Строгановым с XVII века. В 1740—1754 гг. — по разделу с братьями А. Г. Строганов стал единственным хозяином имения. При нём, путём постановки плотин на речке Чурилихе был создан Верхний Кузьминский пруд.
В XVIII веке в восточной оконечности современного пруда располагалась деревня Аннино. В 1757 году старшая дочь А. Г. Строганова от второго брака вышла замуж за князя М. М. Голицына, младшего брата вице-канцлера, в результате чего усадьба переходит Голицыным. При князе Михаиле Голицыне кузьминская усадьба реконструируется. Значительно изменён ландшафтный дизайн местности, пруды на Чурилихе превращены в каскад, одно из главных мест в котором занимает Верхний Кузьминский пруд.
Изначально Верхний Кузьминский пруд начинался вблизи деревни Аннино в виде болотистого ручья русла реки Чурилиха, из-за чего сухопутная связь между нынешними районами Люблино и Выхино-Жулебино отсутствовала. В 1969 году русло пруда было сужено при строительстве теплотрассы и новой линии электропередач «Ногинск—Чагино». В результате пруд укоротился примерно на 200 метров, а его отрезанная часть сильно пересохла из-за сооруженной насыпи и заболотилась. В 2022 году устье реки Чурилихи на входе в Верхний Кузьминский пруд было расчищено.

## Географические характеристики
Площадь 14,5 га, средняя глубина 2,5 м, объём воды в водоёме 360,0 тыс. м³. Питание за счёт грунтовых и поверхностных вод. Дно песчаное пологое. Обитают водоплавающие птицы.